# Spodoptera depravata
Spodoptera depravata är en fjärilsart som beskrevs av Butler 1879. Spodoptera depravata ingår i släktet Spodoptera och familjen nattflyn. Inga underarter finns listade i Catalogue of Life.